# Kabul Bank FC
Kabul Bank FC är en fotbollsklubb i Afghanistan. Klubben ägs av Kabul Bank. De spelar för närvarande[när?] i Kabul Premier League.